# Acide aminé ramifié
Un acide aminé à chaîne latérale ramifiée est un acide aminé dont la chaîne latérale est un groupe aliphatique ramifié. Parmi les acides aminés protéinogènes, trois sont ramifiés : la leucine, l'isoleucine et la valine. Ils sont couramment désignés par l'abréviation BCAA, issue de l'anglais branched-chain amino acid.

Leucine
Isoleucine
Valine

Ils présentent un certain intérêt en nutrition sportive, car ce sont les premiers acides aminés dégradés lors d'un effort musculaire. Cependant, les études sont partagées sur un éventuel bénéfice d'une supplémentation spécifique en BCAA : ils permettraient de faciliter la récupération après un effort physique, mais n'auraient aucun effet sur la performance sportive.
Les BCAA sont des acides aminés essentiels ; ils représentent 35 % des acides aminés essentiels dans les protéines musculaires, et 40 % des acides aminés nécessaires dans l'alimentation des mammifères.

## Rôles
Cota et al. ont montré en 2006 que les BCAA, surtout la leucine, affectaient le mécanisme de l'enzyme mTOR.
Des études sur les souris ont montré que les BCAA causaient une hyper-excitabilité cellulaire ressemblant à celle ordinairement observée chez des patients souffrant de sclérose latérale amyotrophique. L'existence d'un lien de causalité n'a cependant pas été établie entre la prise de compléments alimentaires aux BCAA et l'apparition de symptômes de type SLA.
Ils régulent la transcription de certains gènes, influençant ainsi la synthèse de certaines protéines.

## Dégradation

La dégradation de la leucine, la valine, l'isoleucine, et de la méthionine

La dégradation des acides aminés ramifiés implique la production d'acides tricarboxyliques. Elle implique le complexe 3-méthyl-2-oxobutanoate déshydrogénase. Une déficience de ce complexe induit une accumulation des BCAA et de leurs sous-produits toxiques dans le sang et l'urine, une affection rare d'origine génétique que l'on appelle maladie du sirop d'érable.
Le complexe convertit les acides aminés ramifiés en dérivés de l'acyl-coenzyme A, qui après d'autres réactions sont convertis soit en acétyl-coenzyme A, soit en succinyl-coenzyme A, qui ensuite entre dans le cycle de Krebs. Les enzymes impliquées sont une transaminase et la 3-méthyl-2-oxobutanoate déshydrogénase.

## En médecine
En cas d'hépatite C chronique associée à une résistance à l'insuline, une supplémentation en acides aminés ramifiés permet un meilleur contrôle de la glycémie. Ils sont parfois donnés dans d'autres maladies hépatiques avec un intérêt qui reste discutable.
Un défaut de catabolisme de ces acides aminés pourrait faciliter une insuffisance cardiaque.